# 凱蒂-克雷特·凱斯納
凱蒂-克雷特·凱斯納（1998年7月13日—），愛沙尼亞女子羽毛球運動員。

## 簡歷
2014年5月，凯蒂-克雷特·马兰出戰里加羽毛球國際賽，與萨利-利斯·蒂萨卢合作奪得女子雙打亞軍。

## 主要比賽成績
只列出曾進入準決賽的國際賽事成績：
| 年份   | 賽事                 | 公開賽級別 | 項目     | 拍檔             | 成績   |
| ------ | -------------------- | ---------- | -------- | ---------------- | ------ |
| 2014年 | 里加羽毛球國際賽     | 未來系列賽 | 女子雙打 | 萨利-利斯·蒂萨卢 | 亞軍   |
| 2018年 | 哈爾科夫羽毛球國際賽 | 國際挑戰賽 | 女子雙打 | 克里斯汀·库巴    | 亞軍   |
| 2018年 | 挪威羽毛球國際賽     | 國際系列賽 | 女子雙打 | 赫莉娜·吕特尔    | 亞軍   |
| 2019年 | 伊朗羽毛球國際挑戰賽 | 國際挑戰賽 | 女子雙打 | 赫莉娜·吕特尔    | 準決賽 |
| 2019年 | 斯洛伐克羽毛球公開賽 | 未來系列賽 | 女子雙打 | 赫莉娜·吕特尔    | 冠軍   |
| 2019年 | 拉脫維亞羽毛球國際賽 | 未來系列賽 | 女子雙打 | 赫莉娜·吕特尔    | 冠軍   |
| 2020年 | 拉脫維亞羽毛球國際賽 | 未來系列賽 | 女子雙打 | 赫莉娜·吕特尔    | 冠軍   |
| 2021年 | 波蘭羽毛球公開賽     | 國際挑戰賽 | 女子雙打 | 赫莉娜·呂特爾    | 準決賽 |
| 2021年 | 葡萄牙羽毛球國際賽   | 國際系列賽 | 女子雙打 | 赫莉娜·呂特爾    | 亞軍   |
| 2021年 | 哈爾科夫羽毛球國際賽 | 國際系列賽 | 女子雙打 | 赫莉娜·呂特爾    | 準決賽 |
| 2021年 | 荷蘭羽毛球公開賽     | 國際挑戰賽 | 女子雙打 | 赫莉娜·呂特爾    | 準決賽 |
| 2022年 | 愛沙尼亞羽毛球國際賽 | 國際系列賽 | 女子雙打 | 赫莉娜·呂特爾    | 準決賽 |
| 2022年 | 拉脫維亞羽毛球國際賽 | 未來系列賽 | 女子雙打 | 赫莉娜·呂特爾    | 冠軍   |
| 2023年 | 愛沙尼亞羽毛球國際賽 | 國際系列賽 | 女子雙打 | 赫莉娜·吕特尔    | 準決賽 |
| 2023年 | 冰島羽毛球國際賽     | 未來系列賽 | 女子雙打 | 赫莉娜·吕特尔    | 準決賽 |
| 2023年 | 立陶宛羽毛球國際賽   | 未來系列賽 | 女子雙打 | 赫莉娜·呂特爾    | 冠軍   |
| 2023年 | 拉脫維亞羽毛球國際賽 | 未來系列賽 | 女子雙打 | 赫莉娜·呂特爾    | 冠軍   |
| 2023年 | 挪威羽毛球國際賽     | 國際系列賽 | 女子雙打 | 赫莉娜·呂特爾    | 亞軍   |
| 2024年 | 拉脫維亞羽毛球國際賽 | 未來系列賽 | 女子雙打 | 赫莉娜·呂特爾    | 準決賽 |
| 2025年 | 愛沙尼亞羽毛球國際賽 | 國際系列賽 | 女子雙打 | 赫莉娜·呂特爾    | 準決賽 |
| 2025年 | 拉脫維亞羽毛球國際賽 | 未來系列賽 | 女子雙打 | 赫莉娜·呂特爾    | 準決賽 |
| 2025年 | 拉脫維亞羽毛球國際賽 | 未來系列賽 | 混合雙打 | 勞爾·凱斯納      | 準決賽 |

| 2007-2017年 | 首要超級賽 | 超級賽 | 黃金大獎賽 | 大獎賽 | 國際挑戰賽 | 國際系列賽 | 未來系列賽 | 其他 |

| 2018-2026年 | 總決賽 | 超級1000賽 | 超級750賽 | 超級500賽 | 超級300賽 | 超級100賽 | 國際挑戰賽 | 國際系列賽 | 未來系列賽 | 其他 |

### 奧運會和世錦賽參賽紀錄
|          | 搭檔          | 2019 | 2020 | 2021 | 2022 | 2023 |
| -------- | ------------- | ---- | ---- | ---- | ---- | ---- |
| 女子雙打 | 赫莉娜·呂特爾 | 64強 | －   | 64強 | 64強 | 64強 |